# توما بوئل
توما بوئل (به فرانسوی: Thomas Bouhail) ژیمناست زادهٔ ۳ ژوئیهٔ ۱۹۸۶ میلادی اهل کشور فرانسه است.